# Calamochrous acutellus
Calamochrous acutellus är en fjärilsart som beskrevs av Eduard Friedrich Eversmann 1842. Calamochrous acutellus ingår i släktet Calamochrous och familjen Crambidae. Inga underarter finns listade i Catalogue of Life.